# 286 km
286 km (ros. 286 км) – przystanek kolejowy w pobliżu miejscowości Sańkowo, w rejonie safonowskim, w obwodzie smoleńskim, w Rosji. Położony jest na linii Moskwa - Mińsk - Brześć.